# Bertil Ohlson
Bertil Gustaf Emanuel Ohlson (ur. 22 stycznia 1899 w Kristianstad, zm. 6 września 1970 w Linköping) – szwedzki lekkoatleta (wieloboista), medalista olimpijski z 1920.
Zdobył brązowy medal w dziesięcioboju lekkoatletycznym na igrzyskach olimpijskich w 1920 w Antwerpii, za Helge Løvlandem z Norwegii i Brutusem Hamiltonem ze Stanów Zjednoczonych. Na tych samych igrzyskach zajął 7. miejsce w pięcioboju lekkoatletycznym.
W 1922 był mistrzem, a w 1920 i 1921 wicemistrzem Szwecji w dziesięcioboju.